# ژای یینگ
ژای یینگ (انگلیسی: Zhai Ying؛ زادهٔ ۱۰ فوریهٔ ۱۹۹۶) بازیکن زن واترپلو اهل چین است.
وی در مسابقات کشوری و بین‌المللی در مجموع برندهٔ ۱ مدال طلا شده‌است.